# Waterloo (Kalifornia)
Waterloo – jednostka osadnicza w Stanach Zjednoczonych, w stanie Kalifornia, w hrabstwie San Joaquin.